# Coro Nacional de Puerto Rico
El Coro Nacional de Puerto Rico es uno de los coros más importantes de nuestro país.  Fue fundado en el 1979, con motivo de los VIII Juegos Panamericanos, celebrado en San Juan, Puerto Rico.  Desde entonces ha deleitado a nuestra audiencia nacional, así como la internacional con destacadas presentaciones. Pertenece al programa de trabajo de la Asociación Coral de Puerto Rico y adscrito al Conservatorio de Música de Puerto Rico bajo su programa a la comunidad desde el año 2005.
El Coro se organizó con el propósito de tener representación de diferentes sectores de la comunidad puertorriqueña. Actualmente cuenta con más de cien integrantes.  Ha sido el instrumento para desarrollar el interés de alguno de sus integrantes para continuar una carrera profesional en la música.
Se ha presentado localmente en el Castillo San Felipe del Morro, el Teatro de la Universidad de Puerto Rico, el Instituto de Cultura Puertorriqueña, el Teatro La Perla en Ponce, el Centro de Bellas Artes Luis A. Ferré, WIPR TV, en la Catedral de San Juan, en la Sala Sanromá del Conservatorio de Música de Puerto Rico y en La Fortaleza, entre otras.  Desde el 2005, ha participado en el Concierto de Navidad de la Orquesta Sinfónica de Puerto Rico.  En los últimos años ha formado parte del Concierto de Semana Santa de la Parroquia de Santa Cruz en Bayamón. 
En el 2006, participó en el Festival Internacional de Adviento celebrado en Salzburgo y Viena, Austria, presentándose en la Catedral de Salzburgo, en el Palacio de Schönbrunn, en la Abadía de Melk y en el Wiener Rathauskeller (Casa Alcaldía de Viena). Nuestros conciertos y presentaciones han recibido las mejores críticas de conocedores del arte coral.  Actualmente, el Coro está dirigido bajo la batuta del Maestro William Rivera Ortiz.
- Datos: Q5788692